# Toni Innauer
Anton Innauer detto Toni (Bezau, 1º aprile 1958) è un dirigente sportivo, allenatore di sci nordico, ex combinatista nordico e saltatore con gli sci austriaco, nella quale colse i maggiori successi, tra le due specialità, una medaglia d'oro ai Giochi olimpici di Lake Placid 1980.

## Biografia

### Carriera sciistica

#### Stagioni 1971-1976
Dopo aver praticato sci alpino, nel 1971 si dedicò al salto alla scuola di sci nordico di Stams, entrando in nazionale nella stagione 1973-1974. Campione europeo juniores nel 1975 e nel 1976, partecipò regolarmente al Torneo dei quattro trampolini.
Ai XII Giochi olimpici invernali di Innsbruck 1976 nel trampolino lungo fece registrare il salto più lungo della gara (102,5 m), ma mancò la medaglia d'oro per appena 1,9 punti, preceduto dal connazionale Karl Schnabl; sul trampolino normale fu settimo. Nello stesso anno marcò due primati mondiali di distanza, 174 e 176 m, entrambi sul trampolino Heini Klopfer di Oberstdorf.

#### Stagioni 1977-1984
Ai Mondiali di volo del 1977, a Vikersund, vinse la medaglia d'argento; si preparò quindi per i XIII Giochi olimpici invernali di Lake Placid 1980 sotto la guida di Baldur Preiml, campione della specialità negli anni sessanta. Nonostante un infortunio subito poco prima, a Lake Placid riuscì a conquistare la vittoria nella gara dal trampolino normale; sul trampolino lungo fu quarto.
In quella stessa stagione 1979-1980 partecipò alla prima edizione della Coppa del Mondo di salto con gli sci 1980, vincendo la gara inaugurale del 27 dicembre 1979 a Cortina d'Ampezzo e chiudendo nono in classifica generale; vinse anche il suo unico titolo nazionale della specialità, a Villach.
Nel 1980 chiuse quindi la sua carriera ad alto livello, a causa di un nuovo infortunio; continuò tuttavia saltuariamente a gareggiare fino al 1984 e si cimentò anche nella combinata nordica, vincendo la medaglia d'argento ai Campionati austriaci del 1984.

### Carriera da allenatore e dirigente
Dopo il ritiro dalla carriera agonistica lavorò come commentatore sportivo per la ORF e varie testate giornalistiche e completò gli studi universitari. Nel 1987 conseguì l'abilitazione all'insegnamento nell'area disciplinare di filosofia/psicologia/scienze dello sport all'Università di Graz, con una tesi sulla sociologia del salto con gli sci; in seguito avrebbe dedicato alla disciplina anche altri scritti.
Dal 1987 fu attivo come allenatore di salto, prima alla scuola di Stams (1987-1989), poi come allenatore della nazionale austriaca (1989-1992). Nel 1993 venne nominato direttore tecnico per lo sci nordico della Federazione sciistica dell'Austria, carica che mantenne fino al 2010 pur tornando ad allenare personalmente la squadra di salto tra il 2001 e il 2002.

## Palmarès

### Salto con gli sci

#### Olimpiadi
- 2 medaglie, valide anche ai fini iridati:
  - 1 oro (trampolino normale a Lake Placid 1980)
  - 1 argento (trampolino lungo a Innsbruck 1976)

#### Mondiali di volo
- 1 medaglia:
  - 1 argento (a Vikersund 1977)

#### Coppa del Mondo
- Miglior piazzamento in classifica generale: 9º nel 1980
- 3 podi (individuali):
  - 2 vittorie
  - 1 terzo posto

##### Coppa del Mondo - vittorie
| Data             | Località          | Nazione  | Trampolino                |
| ---------------- | ----------------- | -------- | ------------------------- |
| 27 dicembre 1979 | Cortina d'Ampezzo | Italia   | Italia K92                |
| 2 marzo 1980     | Engelberg         | Svizzera | Gross-Titlis-Schanze K116 |

#### Torneo dei quattro trampolini
- 6 podi di tappa:
  - 4 vittorie
  - 1 secondo posto
  - 1 terzo posto

##### Torneo dei quattro trampolini - vittorie di tappa
| Data             | Località               | Nazione  | Trampolino           |
| ---------------- | ---------------------- | -------- | -------------------- |
| 30 dicembre 1975 | Oberstdorf             | Germania | Schattenberg         |
| 1º gennaio 1976  | Garmisch-Partenkirchen | Germania | Große Olympiaschanze |
| 6 gennaio 1976   | Bischofshofen          | Austria  | Paul Ausserleitner   |
| 30 dicembre 1976 | Oberstdorf             | Germania | Schattenberg         |

#### Campionati austriaci
- 1 medaglia[4]:
  - 1 oro (70 m nel 1980)

### Combinata nordica

#### Campionati austriaci
- 1 medaglia[4]:
  - 1 argento (individuale nel 1984)

## Pubblicazioni
- (DE) Anton Innauer, Der Showsport Schispringen. Zur soziologisch-philosophischen Deutung des Hochleistungssportes, Graz, Karl-Franzens-Universität Graz, 1986.
- (DE) Anton Innauer, Christian Seiler, Der kritische Punkt. Mein Weg zum Erfolg, Bad Sauerbrunn, Edition Tau, 1992, ISBN 3-900977-32-1.
- (DE) Anton Innauer, Christian Seiler, Am Puls des Erfolgs, Ziersdorf, CSV, 2010, ISBN 978-3-9502868-0-9.